# Barri Gòtic

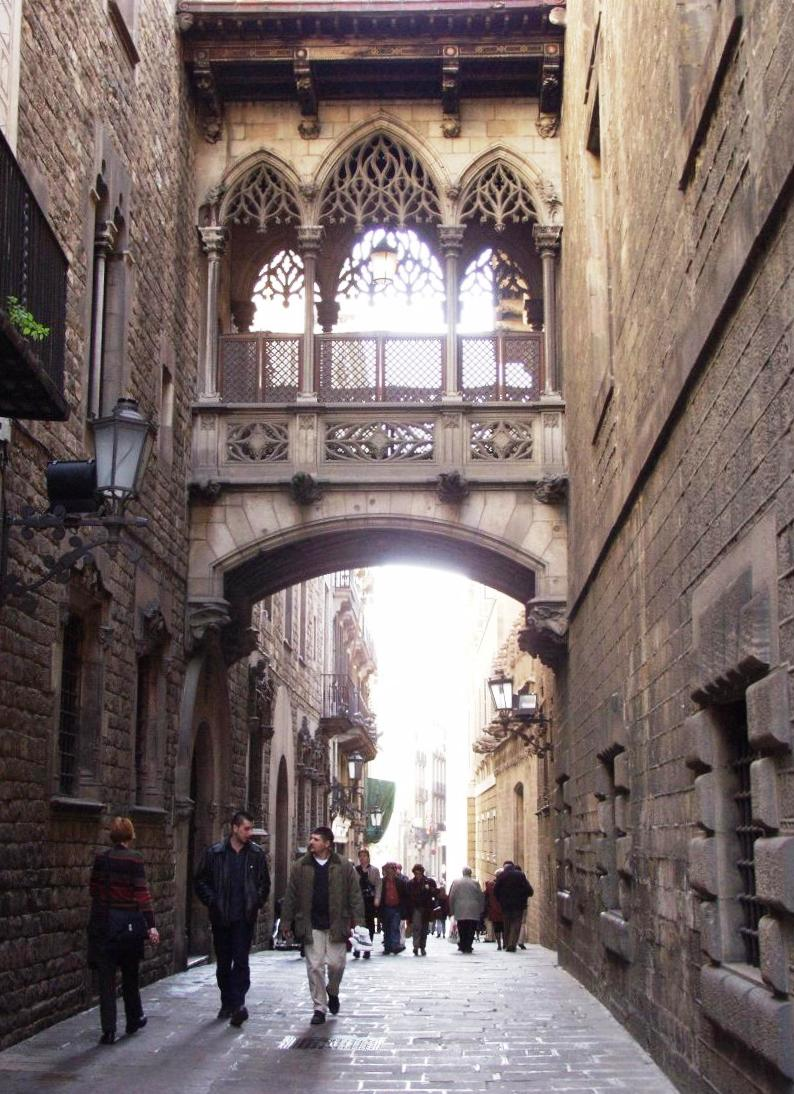
Carrer del Bisbe Irurita.

De Barri Gòtic (Spaans: Barrio Gótico) is het centrum van de oude stad (Ciutat Vella) van Barcelona. De naam betekent Gotische wijk in het Catalaans. De wijk bevindt zich tussen La Rambla tot de Via Laietana, en van de haven van Barcelona tot de Ronda de Sant Pere. De wijk is een labyrint van kleine straatjes die uitkomen op pleinen.
De wijk is het oudste deel van de stad en bijgevolg zijn er eeuwenoude gebouwen bewaard gebleven, die soms nog dateren van voor de middeleeuwen (en zelfs van de Romeinse tijd). Ten tijde van Augustus werd deze plaats gekozen om een nieuwe kolonie te stichten. Het Romeinse forum bevond zich waar nu de Plaça de Sant Jaume ligt.
In de Barri Gòtic liggen de gemeentekantoren, met onder andere het middeleeuwse Palau de la Generalitat (het regeringsgebouw van Catalonië) en het stadhuis van Barcelona, het Casa de la Ciutat. In de wijk ligt ook het koninklijk paleis waar Christoffel Columbus na zijn terugkeer uit Amerika werd ontvangen door Ferdinand II van Aragon en Isabella I van Castilië.

## Bezienswaardigheden
- Kathedraal van Barcelona
- Plaça Reial
- Els Quatre Gats, café-restaurant met portretten gemaakt door de jonge Pablo Picasso; omstreeks 1900.
- De resten van een tempel van Imperator Caesar Augustus
- Basílica de Nuestra Señora de la Merced